# Ле-Водрёй
Ле-Водрёй (фр. Le Vaudreuil) — коммуна на севере Франции, регион Нормандия, департамент Эр, округ Лез-Андели, кантон Валь-де-Рёй. Расположена в 7 км к северу от Лувье и в 28 км к юго-востоку от Руана, в 2 км от автомагистрали А13 "Нормандия", на левом берегу реки Эр.
Население (2018) — 3 701 человек.

## История
В 1066 году лучники из Водрёя входили в состав армии Вильгельма Завоевателя во время его похода на Англию. После завоевания Нормандии в 1204 году Водрёй вошел в состав земель королевского домена, здесь останавливались французские короли Людовик IX Святой, Филипп IV Красивый и Иоанн II. В 1657 году Клод Жирарден, друг министра Фуке, построил здесь красивый замок с парком. Замок был разрушен в 1822 году.
Коммуна образована в 1969 году путем объединения бывших коммун Нотр-Дам-дю-Водрёй и Сен-Сир-дю-Водрёй. В 1972 году значительная часть территории коммуны была отделена, и на ней впоследствии был построен город Валь-де-Рёй.

## Экономика
Структура занятости населения:
- сельское хозяйство — 0,1 %
- промышленность — 55,6 %
- строительство — 3,3 %
- торговля, транспорт и сфера услуг — 26,9 %
- государственные и муниципальные службы — 14,1 %

Уровень безработицы (2017) — 10,5 % (Франция в целом — 13,4 %, департамент Эр — 13,4 %). 

Среднегодовой доход на 1 человека, евро (2018) — 24 090 (Франция в целом — 21 730, департамент Эр — 21 700).

## Демография
Динамика численности населения, чел.

## Администрация
Пост мэра Ле-Водрёй с 1997 года занимает член партии Союз демократов и независимых Бернар Леруа (Bernard Leroy). На муниципальных выборах 2020 года возглавляемый им правый список был единственным.
| Период | Период | Фамилия        | Партия                                                       | Примечания                                                       |
| ------ | ------ | -------------- | ------------------------------------------------------------ | ---------------------------------------------------------------- |
| 1969   | 1977   | Бернар Шедвиль |                                                              | бывший мэр Сен-Сир-дю-Водрёй                                     |
| 1977   | 1997   | Эдуар Лабель   |                                                              | предприниматель                                                  |
| 2001   |        | Бернар Леруа   | Союз за французскую демократию Союз демократов и независимых | руководитель предприятия, депутат Национального собрания Франции |

## Города-побратимы
- Комбертон, Англия